# Nové České Divadlo

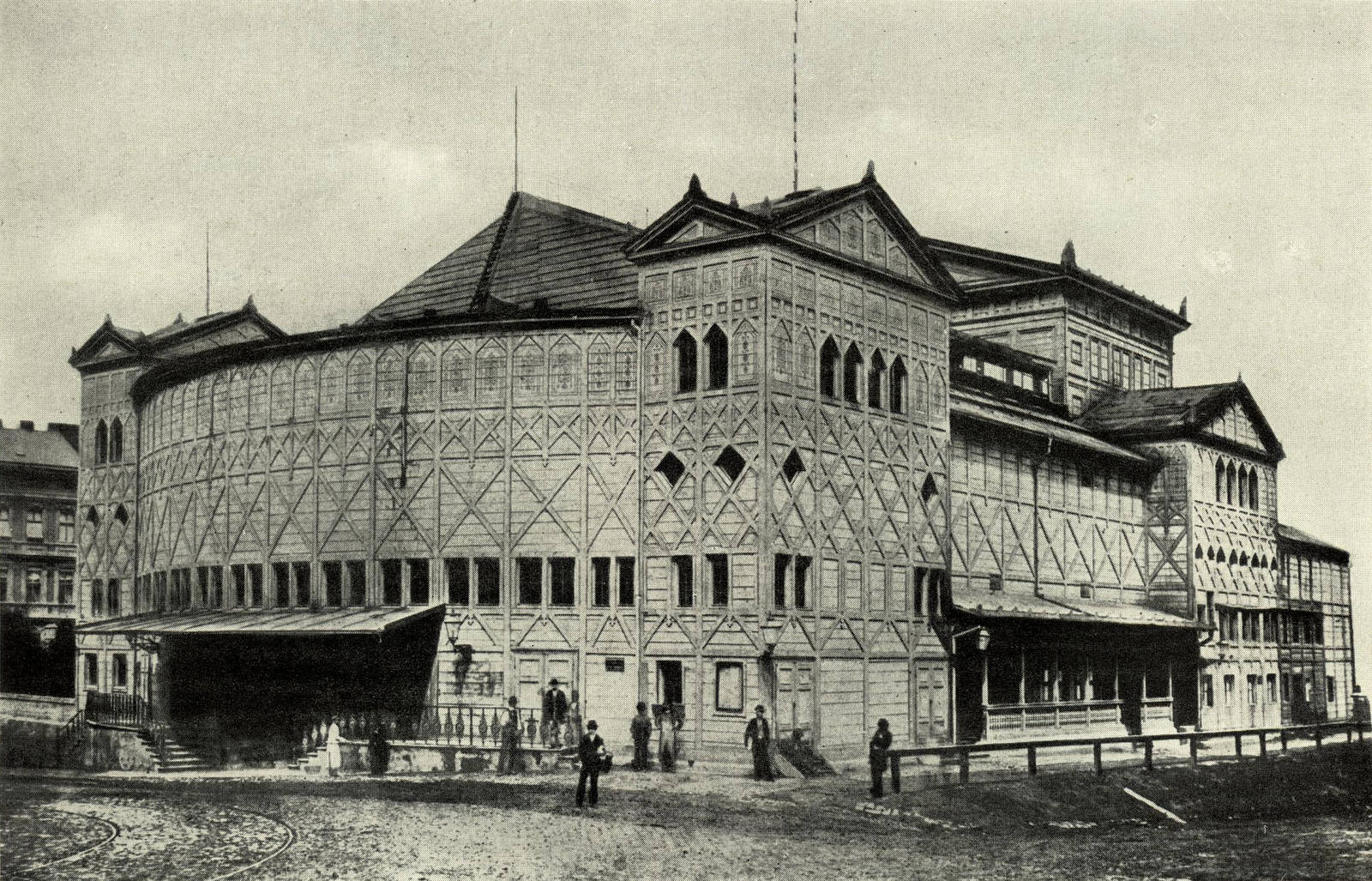
Nové České Divadlo

Das Nové České Divadlo (deutsch: Neues Tschechisches Theater) war ein Theater in Prag, das sich an der heutigen Ecke der Straßen Anglické und Škrétovy befand. Zwischen 1876 und 1885 war es Sommersitz des Interimstheaters, da es sich aufgrund seiner Ausmaße viel besser für die Aufführung großer Produktionen eignete.
Der Architekt des Gebäudes war Antonín Baum. Die Eröffnung fand am 6. August 1876 statt. Im Winter wurde es wegen der schwierigen Beheizung aufgrund seiner Holzkonstruktion nicht genutzt. An seiner Stelle steht ein Haus mit Café und Restaurant.
Uraufgeführt wurde in diesem Gebäude u. a. Bedřich Smetanas komische Oper Das Geheimnis (tschechisch: Tajemství).
Nach dem Wiederaufbau des Nationaltheaters im Jahr 1883 wurde das Gebäude 1885 abgerissen.